# Партанна
Партанна (итал. Partanna) — коммуна в южной Италии, в провинции Трапани.
Покровителем города считается святой мученик Витт. Праздник города 15 июня.

## География
Расположена на юго-западе острова Сицилия, между долинами рек Модионе и Беличе. Население 11 427 (2004).

## История
С XI века история Партанны тесно связана с семьёй Грифео.
В январе 1968 года Партанна пострадала от землетрясения. Многие исторические здания были повреждены, другие — полностью уничтожены. После землетрясения был построен новый район города.

## Известные уроженцы и жители
- Рита Атриа — дочь босса мафии и ключевая свидетельница в расследовании дела против сицилийской мафии

## Галерея

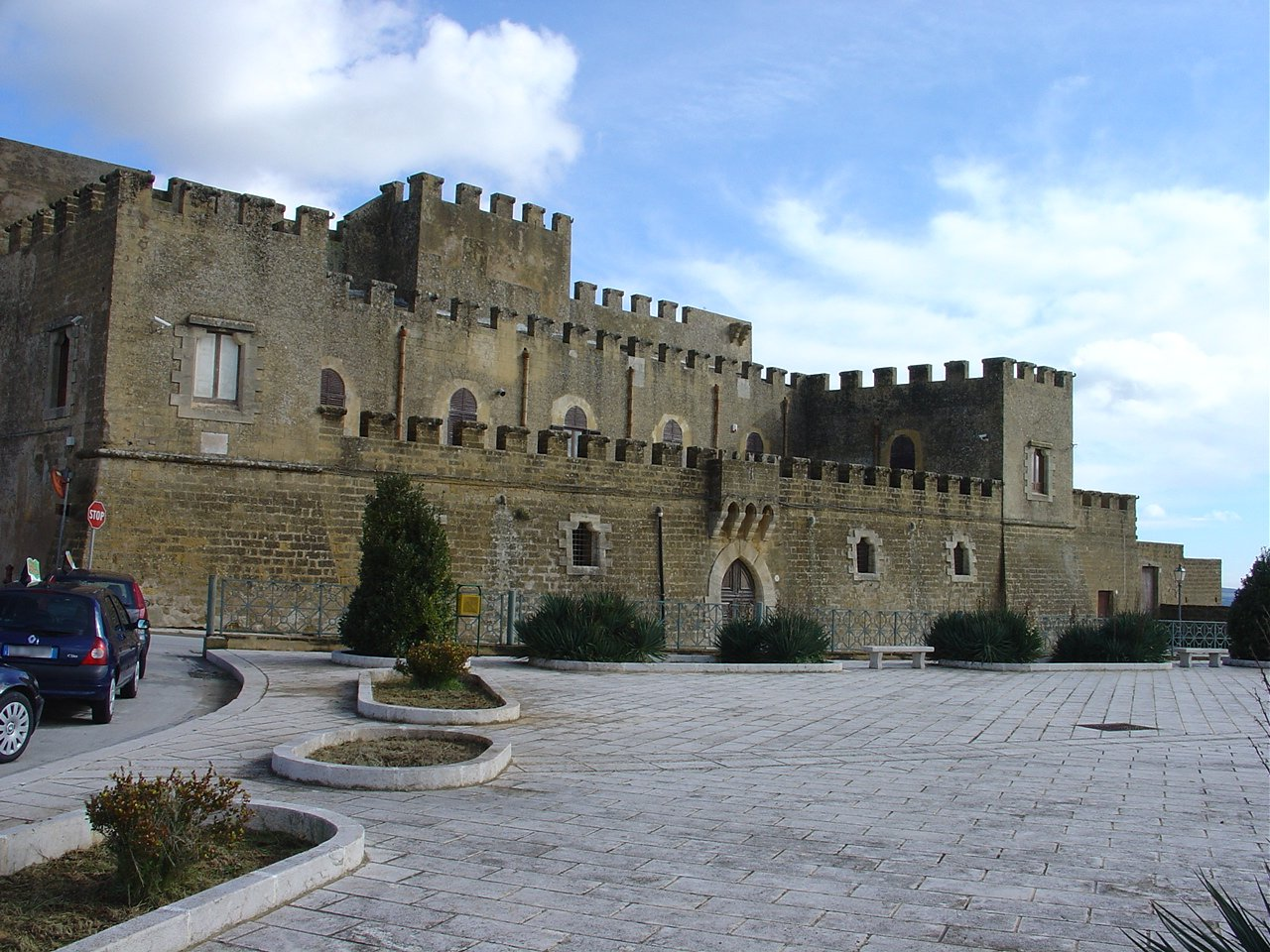
Замок Грифео
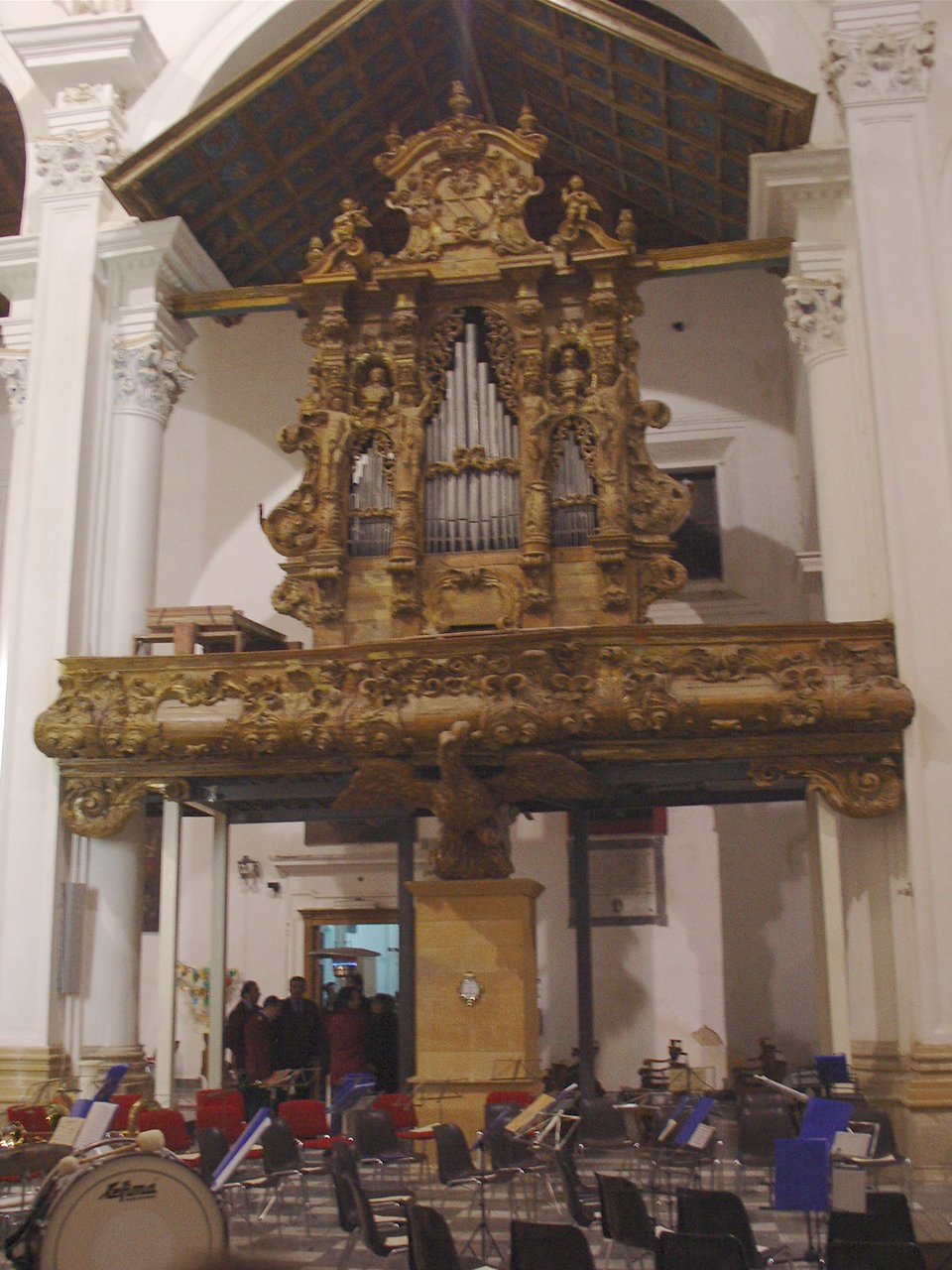
Орган в церкви Богородицы
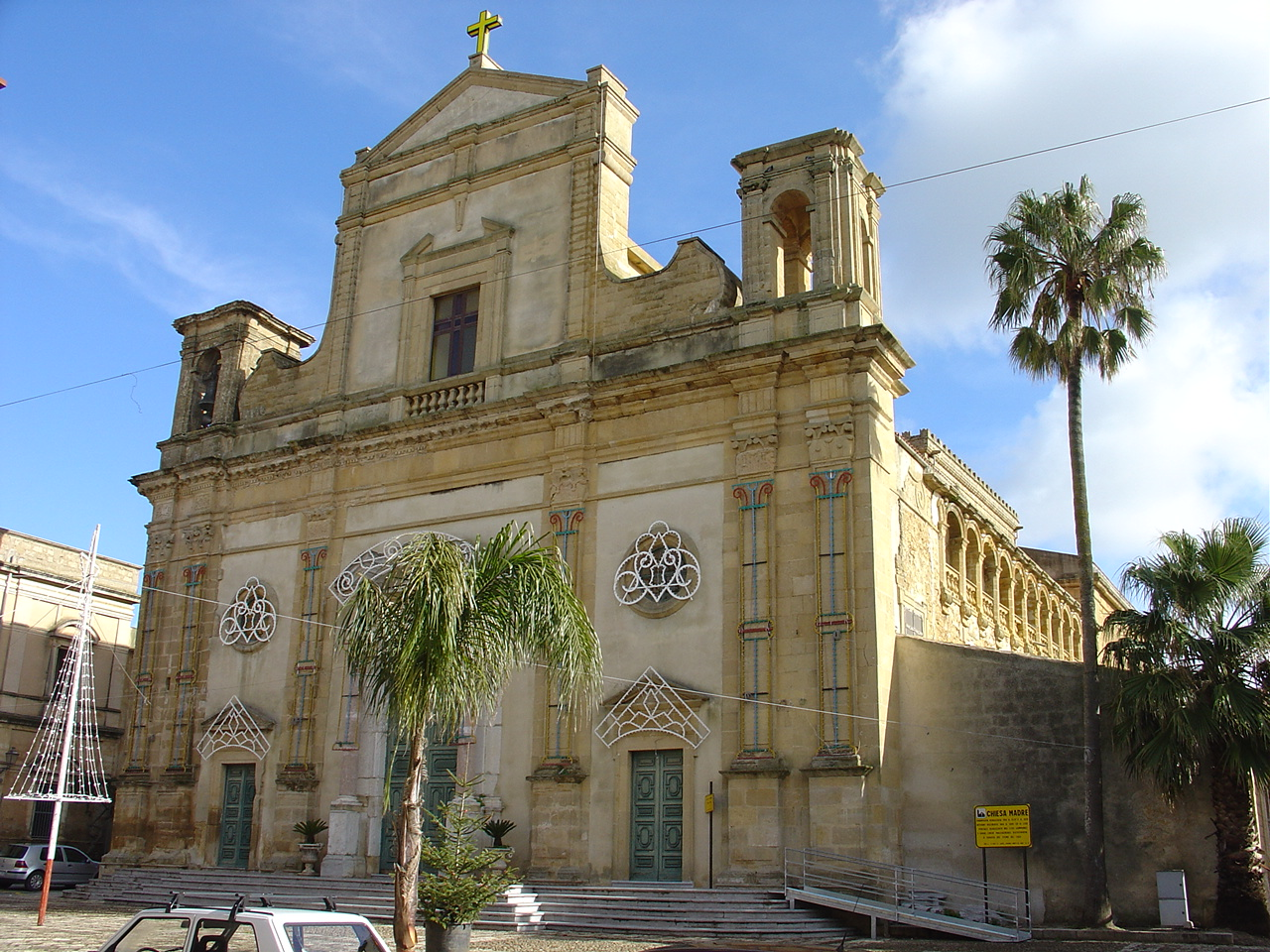
Церковь Богородицы